# Klipklapper
Klipklappere er en type letpåtageligt fodtøj, som typisk anvendes om sommeren. De anvendes typisk i uformelle omgivelser, fx til udendørs og på stranden.
Klipklapper er blevet anvendt af mange kulturer over hele verden og er blevet anvendt så tidligt som 4000 f.Kr. i Ægypten. Den moderne klipklapper stammer fra den japanske zōri, som blev populær efter 2. verdenskrig, da amerikanske soldater bragte klipklappere tilbage til USA. Klipklappere blev populært sommerfodtøj hos begge køn i 1960'erne, 1990'erne og 2000'erne og nogle klipklapper varianter bliver endda anvendt i formelle omgivelser på trods af en del menneskers aversion.
Der er stærke kvindelige meninger om man (især mænd) må tage sokker på i klipklappere og sandaler.  Sokker i klipklappere er ganske enkelt mere komfortabelt, da klipklapperne så klistrer mindre til fødderne. Sokkerne mindsker muligheden for snavs, sand og småsten mellem tæerne.